# Keramion
Das Keramion ist ein Keramikmuseum in Frechen, das in seinen Ausstellungen historische, moderne und zeitgenössische Keramik präsentiert. Es steht als Baudenkmal unter Denkmalschutz.

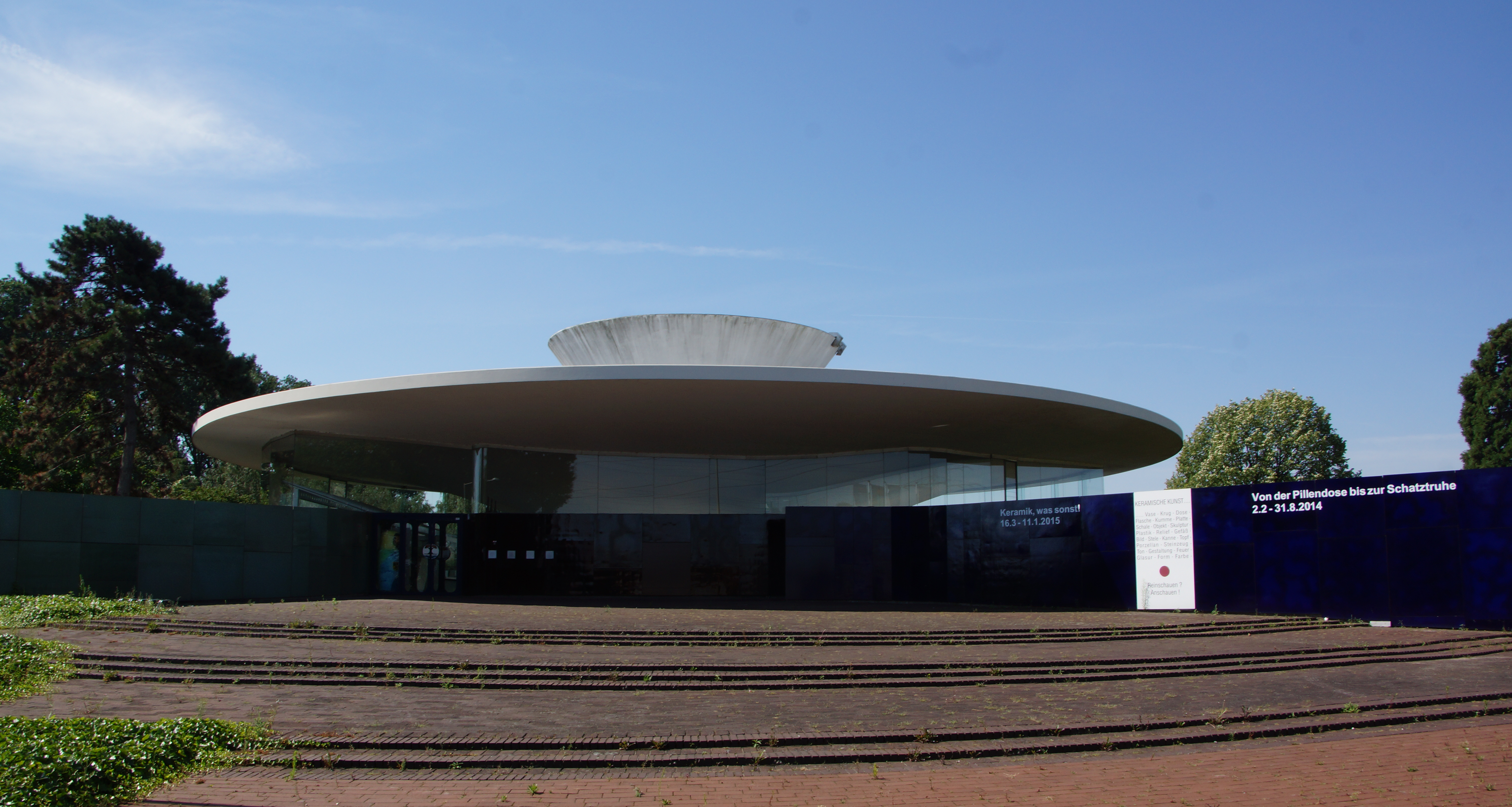
Keramion (2014)

## Gründung und Entwicklung
Das Keramion wurde zum 65. Geburtstag des Steinzeugunternehmers und Sammlers Gottfried Cremer (1906–2005) erbaut. Als Finanzierende traten die Familiengesellschafter und Vorstände der Unternehmensgruppe Cremer & Breuer auf. Cremer nutzte das Haus als Privatgalerie bzw. Privatmuseum zur Aufbewahrung und Präsentation seiner Sammlung von zeitgenössischer Keramik. Neben Verkaufsausstellungen fanden darin auch Seminare, Tagungen, Vorträge und Symposien statt. Im Jahre 2002 wurde die Privatsammlung Cremer mit der städtischen Sammlung der historischen Keramik – dem damaligen Keramikmuseum Frechen – zur Stiftung Keramion zusammengelegt. Seitdem ist das Museum ein Spezialmuseum für Keramik, in dem in Sonderausstellungen moderne und zeitgenössische Kunst aus keramischen Materialien sowie angewandte Arbeiten und Designobjekte zu verschiedenen Themen ausgestellt werden. Die beiden Bestandssammlungen (regionale historische Keramik und Unikatkeramik seit den 1950er-Jahren) bilden die wichtige Grundlage für die Museumstätigkeit.

## Architektur
Das Gebäude wurde 1971 vom Kölner Architekten Peter Neufert (1925–1999) und dem Ingenieur Stefan Polónyi (1930–2021) errichtet. Seine Gesamtform ist einer Töpferscheibe nachempfunden. Das runde Dach von circa 32 Metern Durchmesser tragen im Inneren fünf trichterförmige Säulen, die sich im Untergeschoss als Rundsäulen fortsetzen.
Im Zuge der Stiftungsgründung im Jahr 2002 wurde das Gebäude unter Denkmalschutz gestellt.

## Sammlungen

### Historische Keramik
Die ständige Ausstellung der historischen Abteilung zeigt ein Stück der besonderen rheinischen Keramikgeschichte: In Frechen sind Töpfereierzeugnisse gefertigt worden, die als Pingsdorfer Ware, Rheinisches Steinzeug und Irdenware vom Niederrhein bekannt sind. Berühmt sind die Frechener Bartmannkrüge. Ihre Bezeichnung verdanken sie der Maskenauflage in Form eines bärtigen Männergesichts am Gefäßhals. Einen weiteren Teil der Sammlung bildet die so genannte „Köln-Frechener“ bzw. „Ooms’sche Keramik“. Der damalige Leiter des Steinzeugwerkes „Kalscheuer“ Toni Ooms ließ diese Bau- und Feinkeramik in der speziell dafür eingerichteten Abteilung der Fabrik von circa 1919 bis 1934 nach Entwürfen von Kölner Künstlern und Bildhauern herstellen.

### Sammlung Cremer
Die Sammlung hat der Frechener Steinzeugproduzent Gottfried Cremer seit den 1950er-Jahren zusammengetragen. Dazu zählen circa 5000 keramische Unikate von über 500 Künstlern aus 35 Ländern. Die Sammlung gehört somit zu den größten privaten Keramiksammlungen Europas. Ihr Schwerpunkt liegt auf der deutschen Keramik des 20. Jahrhunderts. Dennoch sind sämtliche namhaften europäischen Keramiker berücksichtigt. Vom Gefäß bis zur Freiplastik, vom Relief oder Bildplatte bis zur Installation sind alle Bereiche vertreten.

### Neuzugänge
Die Sammlung der historischen Keramik wird kontinuierlich ergänzt und ausgebaut. Auf der Basis der Sammlung Cremer wird der Bestand der modernen und zeitgenössischen Unikatkeramik ebenfalls erweitert. Diese werden im Keramion in wechselnden Sonderausstellungen unter verschiedenen Themenaspekten präsentiert.

## Ausstellungen
Gewöhnlich finden in den Museumsräumen parallel mindestens drei Präsentationen statt. So kann der Besucher sich neben der Dauerausstellung in der historischen Abteilung die aktuelle Wechselausstellung der Keramiken aus dem Bestand der Sammlung Cremer anschauen. Als drittes vermitteln die mehrmals im Jahr wechselnden Sonderausstellungen die vielfältige Verwendung von keramischen Materialien in der bildenden sowie angewandten Kunst und im Design. Die Sonderausstellungen mit historischen Schwerpunkten behandeln archäologische oder kulturhistorische Fragestellungen.

## Frechener Keramikpreis
Im dreijährlichen Turnus lobt die Frechener Kulturstiftung in Kooperation mit dem Keramion den Wettbewerb „Frechener Keramikpreis“ für junge Keramiker aus. Von einer Fachjury werden die etwa fünfzehn Bewerber ausgesucht, die an der Keramikpreis-Ausstellung in den Museumsräumen teilnehmen. Drei prämierte Wettbewerbsteilnehmer erhalten zusätzlich einen Geldpreis.